# ردود الفعل على جائحة فيروس كورونا في شهر فبراير 2020

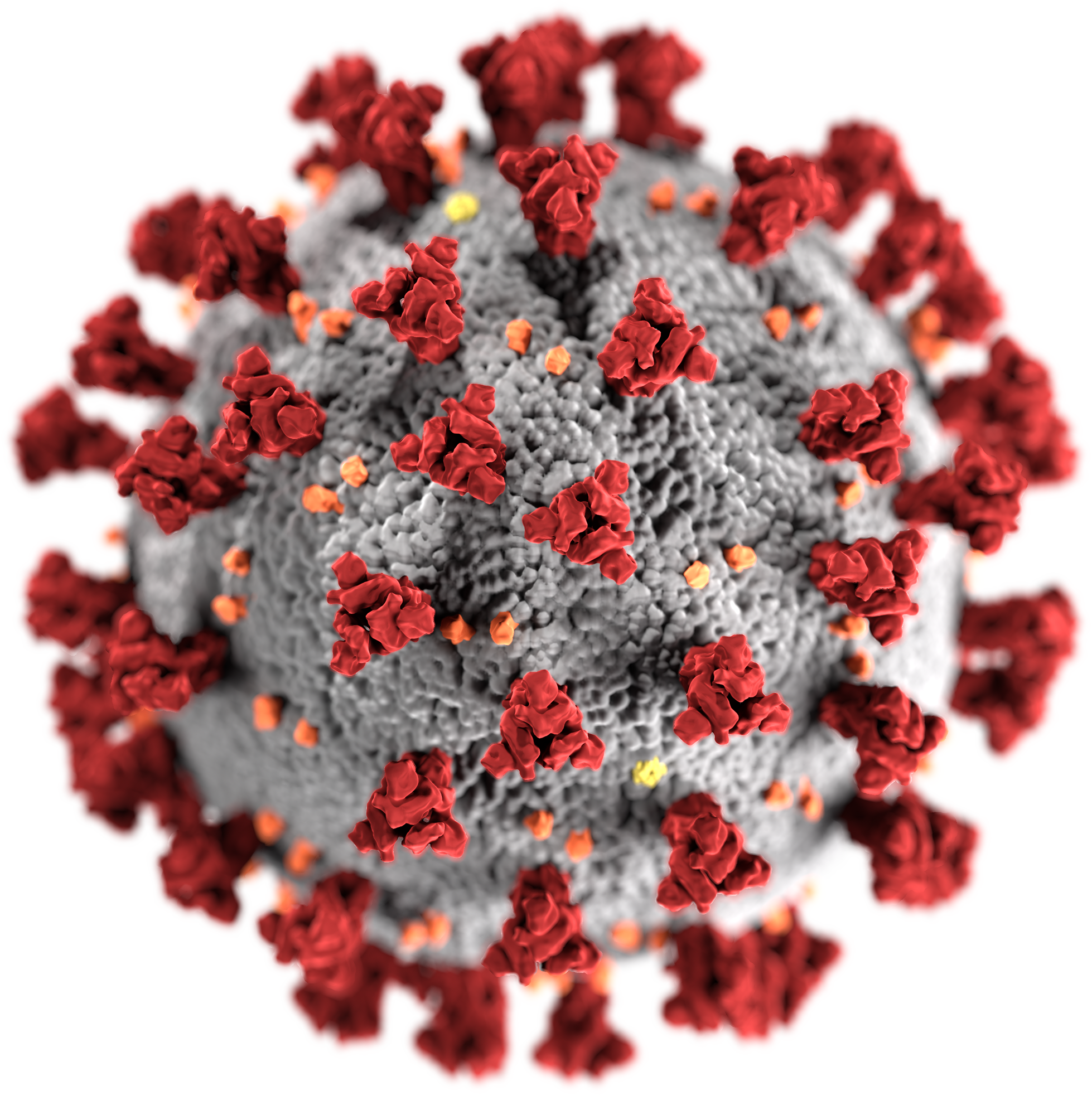

## 24 فبراير
أوقفت عمان رحلات الطيران من إيران وإليها بقرار دخل حيز التنفيذ مباشرةً، وهذا بعد ظهور أول حالة مؤكدة فيها.
أُجل المعرض التجاري لايت + بيلدينغ في فرانكفورت حتى شهر سبتمبر.
أُلغيت الامتحانات النصفية في مدينة النجف العراقية التي بدأت مسبقًا حتى إشعار آخر لحماية صحة الطلبة.
منعت الإمارات العربية المتحدة مواطنيها من السفر إلى إيران وتايلاند كإجراء احترازي ضد فيروس كورونا، ومنعت سلطنة عمان سفر مواطنيها أيضًا من إيران وإليها.
منعت هونغ كونغ دخول المسافرين الواصلين من كوريا الجنوبية بدءًا من 25 فبراير في الساعة السادسة صباحًا، وهذا بعد الازدياد الحاد في عدد الحالات المسجلة هناك. كما نصحت السلطات بعدم القيام بهذه الرحلات، مع فرض الحجر الصحي لمدة 14 يومًا على المقيمين في هونج كونج الواصلين من دايغو وتشونغدو، وقامت عدة مجموعات سياحية بإلغاء رحلاتها هناك.
منذ ذلك الحين، منعت 6 دول دخول المسافرين من كوريا الجنوبية إليها، وهي إسرائيل والبحرين والأردن وكيريباتي وساموا وساموا الأمريكية. وفرضت 9 دول أخرى قيودًا على السفر.
أوقفت منغوليا رحلاتها الجوية إلى كوريا الجنوبية بدءًا من 25 فبراير إلى 2 مارس. وشمل حظر الطيران اليابان منذ ذلك التاريخ واستمر تطبيقه على البلدين حتى 11 مارس.
عدلت تايوان قوانينها لطلب الموافقة على سفر المتخصصين في الرعاية الصحية في المستشفيات إلى بلدان الدرجة الأولى والثانية مع حظر السفر إلى بلدان الدرجة الثالثة.
عُلقت عمليات تسليم جراد البحر الشائك من الولايات المتحدة الأمريكية إلى الصين، وأصبح من الصعب تلبية طلبات فساتين الزفاف في الولايات المتحدة بسبب نقصها، إذ تُصنع 80% من فساتين الزفاف المستخدمة في الولايات المتحدة في الصين.

## 25 فبراير
منعت العراق المسافرين من الصين وإيران وتايلاند وكوريا الجنوبية واليابان وإيطاليا وسنغافورة من دخول البلاد، ونُصح العراقيون بعدم السفر إلى هذه المناطق.
علقت البحرين الدوام في كل المدارس والحضانات والجامعات مدة أسبوعين لكبح انتشار العدوى بمرض كوفيد-19.
منعت سنغافورة دخول الزوار الواصلين من تشونغدو ودايغو في كوريا الجنوبية بدءًا من 26 فبراير بسبب الازدياد السريع للحالات في هاتين المدينتين. أُبلغ المواطنون والمقيمون الدائمون وحاملو جواز السفر طويل الأمد العائدون من تشونغدو ودايغو خلال الأسبوعين السابقين بإشعار للبقاء في المنزل (إس إتش إن) استمر 14 يومًا.
حجرت كوريا الجنوبية 380 أجنبيًا، وسنت قانونًا ينص على الحجر الإلزامي لمدة 30 يومًا لكل الأجانب القادمين من خارج البلاد، وألغت ماراثون بيونغ يانغ.
قرر منظمو «جوائز أفضل 50 مطعمًا في آسيا» عقد مراسم الحفل على شبكة الإنترنت بسبب حالة انتشار الفيروس في اليابان.
في الولايات المتحدة، حذر المسؤولون من توقع الانتقال المجتمعي لمرض كوفيد-19، وحثوا الإدارات المحلية والمدارس والأعمال على تطوير خطة للتعامل مع الفاشية المحتملة، وكان من المتوقع أيضًا حدوث اضطراب في إمدادات الأدوية.
أعلن الاتحاد الدولي لكرة الريشة أنه أجل مسابقة التحدي الدولي الفيتنامية المُخطط لإقامتها من 24 إلى 29 مارس.
قال وزير الصحة والخدمات الإنسانية في الولايات المتحدة أليكس عازار في جلسة استماع في الكونغرس: «فشل التحقق من فاعلية أجهزة اختبار الفيروس في المرحلة الثالثة، إذ أعطت نتائج غير حاسمة في عينة الشواهد». بدأت الدكتورة هيلين واي. شو (وهي خبيرة في الأمراض المعدية في جامعة واشنطون في سياتل) مع زملائها بإجراء اختبارات على فيروس كورونا دون موافقة حكومية، وقد حصلوا على اختبار إيجابي من مراهق محلي لم يسافر حديثًا. طلبت أجهزة تنظيم الدولة منهم إيقاف جميع الاختبارات في 2 مارس.

## 26 فبراير
طلب رئيس الوزراء الياباني شينزو آبي إيقاف الأحداث الثقافية والرياضية مدة أسبوعين بعد أن أكدت اليابان الوفاة الثانية بين المصابين على أراضيها، وكان هناك احتمال لإلغاء الألعاب الأولمبية 2020 في طوكيو وسط المخاوف من الفاشية. أغلقت هوكايد مدارسها من 27 فبراير إلى 4 مارس، بينما سمحت طوكيو للمدارس باستكمال بعض الصفوف الدراسية لاحقًا.
كان من المخطط انطلاق الألعاب الأولومبية في طوكيو لعام 2020 في هذا التاريخ وإن تطلب الأمر إجراء بعض التعديلات، وبدا هذا كإلغاء حدث رياضي ضخم (أو إجرائه في ظروف مغلقة، كما حدث في كأس ديفيز في اليابان)، ودرست جمعية السومو اليابانية إلغاء مسابقة سومو مباعة مقررة في 8 مارس في أوساكا.
ألغت شركة تويوتا رحلةً غير عاجلة للعمال اليابانيين بسبب تفاقم أزمة فيروس كورونا، وبقي جدول الإنتاج دون تعديلات.
نصحت إسبانيا المسافرين بالامتناع عن الذهاب إلى أماكن معينة، مثل المناطق الموبوءة في إيطاليا واليابان وإيران وكوريا الجنوبية وسنغافورة والصين إلا عند الضرورة، وطُبقت إجراءات لإبطاء انتشار الفيروس.
نصحت تايلاند المسافرين بتعليق رحلاتهم إلى الصين وهونغ كونغ وإيطاليا وماكاو وتايوان وإيران وبعض المناطق في كوريا الجنوبية واليابان. لم يُسمح للعاملين في القطاع الصحي بالسفر إلى أماكن مصابة بمرض كوفيد-19 إلا للضرورة القصوى، وطُلب منهم البقاء في الحجر الصحي الشخصي والاعتماد على الإجراءات الصحية المعززة لمدة 14 يومًا.
أقرت منظمة الصحة العالمية أن عدد الحالات الجديدة خارج الصين تجاوز عدد الحالات داخلها لأول مرة منذ 25 فبراير، بعد التضخم السريع للحالات في إيطاليا وإيران وكوريا الجنوبية وتناقص الحالات في الصين.
عُلقت مباراة أيرلندا مع إيطاليا في بطولة الأمم الستة التي كان من المخطط إقامتها في عطلة نهاية الأسبوع من 6 إلى 8 مارس بسبب فيروس كورونا، وكان من المحتمل إلغاؤها. جاء هذا بعد اجتماع عقده وزير الصحة سيمون هاريس مع مسؤولي الصحة.
أعلن الاتحاد الدولي لكرة الريشة تأجيل بطولة ألمانيا وبولندا المفتوحة 2020 المقرر إقامتها من 3 إلى 8 مارس ومن 26 إلى 29 مارس على الترتيب.
ألغي معرض أنمي اليابان لعام 2020.
صادرت السلطات الصينية أكثر من 31 مليون قناعًا جراحيًا مزيفًا.
أكدت مراكز مكافحة الأمراض واتقائها (سي دي سي) في الولايات المتحدة وجود إصابة في كاليفورنيا عند شخص لم يسافر حديثًا ولم يحتك مع مريض مصاب بالفيروس، ولم يُعرف مصدر تعرض المريض للعدوى. قد يكون هذا هو النموذج الأول لانتشار الفيروس ضمن المجتمع في الولايات المتحدة. أشار الرئيس ترامب في موجز الأخبار إلى أنه «بحلول اليوم، لدينا 15 حالةً مصابةً بمرض كوفيد-19 في الولايات المتحدة، مع اكتشافات حالة واحدة جديدة فقط في الأسبوعين الماضيين»، «ستتناقص هذه الحالات خلال اليومين القادمين لتقترب من الصفر»، «خلال السنوات العشر السابقة، فقدنا 360,000 شخص بسبب الإنفلونزا»، «وهو (الرئيس شي) يعمل بجد.....وقد استدعوا الدكتور فاوتشي، لقد استدعوا شعبنا. نحن نتعامل معهم، ونعطيهم بعض النصائح، لدينا بالفعل ممثلون عن منظمة الصحة العالمية هناك، والكثيرون من شعبنا يشكلون تلك المجموعات التي ذهبت إلى هناك»

## 27 فبراير
منعت المملكة السعودية العربية الحجاج والأجانب من دخول البلاد بسبب فيروس كورونا المستحدث.
مددت جمهورية فيجي حظر السفر مع إعلان رئيس الوزراء فرانك باينيماراما منع دخول المسافرين الذين كانوا في إيطاليا وإيران ومدن دايغو وتشونغدو في كوريا الجنوبية من دخول البلاد، وقال إن معابر الدخول ستزود بالماسحات الحرارية، وبدءًا من 28 فبراير، سيجب على كل سفن الرحلات البحرية الداخلة إلى فيجي أن ترسو أولًا في موانئ سوفا ولاوتوكا، حيث يخضع الركاب إلى فحوص طبية ويُراجع تاريخ سفرهم.
سجلت العديد من مؤشرات البورصة في الولايات المتحدة أكبر سقوط لها منذ عام 2008 بسبب تزايد المخاوف من فاشية فيروس كورونا، وشمل هذا مؤشر ناسداك-100 ومؤشر إس و بي 500 ومؤشر داو جونز الصناعي الذي خسر 1,191 نقطة في يوم واحد وهو أكبر هبوط له منذ الأزمة المالية في عام 2008.
طلب رئيس الوزراء الياباني شينزو آبي من كل المدارس الابتدائية والإعدادية والثانوية ومدارس ذوي الاحتياجات الخاصة أن تُغلق أبوابها من 2 مارس حتى عطلة الربيع في محاولة لإيقاف انتشار الفيروس، وطلب أيضًا تأمين احتياطي وطني من الأقنعة الطبية لتخزينها مع إمكانية زيادة إنتاجها.
بعد تأكيد الحالة الثانية والثالثة في اليونان، أعلنت وزارة الصحة تعليق كافة المهرجانات الكرنفالية في البلاد.
أعدت أستراليا خطةً للتعامل مع الجائحة تحضيرًا لتزايد انتشارها، ومددت أيضًا حظر السفر للمسافرين القادمين من الصين حتى 7 مارس، وهذه المرة الثالثة التي تقوم بذلك.
أكدت منظمة الصحة العالمية على الدول عدم افتراض نجاتهم من الجائحة، مشيرةً إلى أن ذلك قد يكون خطأً قاتلًا، وحذرت أن الفيروس قد يتحول إلى جائحة.
ألغت إيران صلاة الجمعة في بعض المدن، ومنعت المسافرين من الصين من دخول البلاد منذ ذلك الحين، ومددت حظر المؤتمرات والأحداث الثقافية وإغلاق دور السينما لأسبوع آخر.
ألغت فيسبوك مؤتمر المطورين إف 8 الذي خُطط لعقده في 5 و 6 ماي.
ألغت الخطوط الجوية البريطانية 56 رحلة طيران إلى إيطاليا بين 14 و 26 مارس بسبب إلغاء عدد كبير من الحجوزات.
رفعت تايوان مستوى التحذير إلى أعلى مستوًى بعد ظهور حالات انتقال متفرقة.
أعلن الاتحاد الآسيوي لكرة القدم تأجيل 8 مباريات من مرحلة المجموعات في دوري أبطال آسيا 2020 التي كانت مجدولةً من 2 إلى 4 مارس.

## 28 فبراير
بعد تسجيل أول حالة في نيوزيلندا، منعت الحكومة السفر من إيران مؤقتًا. يُقال إن المريض عاد من إيران إلى مدينة أوكلاند في نيوزيلاند في بداية الأسبوع. سمح القرار بعودة المواطنين النيوزيلنديين والمقيمين الدائمين على أن يعزلوا أنفسهم 14 يومًا، وأكد وزير الصحة ديفيد كلارك عدم السماح للطلبة الصينيين الدوليين بدخول البلاد وأنه سيزيد التواجد الصحي في المطارات.
قررت قبرص إغلاق نقاط التفتيش على الجزيرة المنقسمة مدة أسبوع بدءًا من 29 فبراير، ويعد هذا أول إغلاق منذ تسهيل المرور بين الجانبين عام 2003 بعد عقود من النزاعات، وأُعلمت قوات الأمم المتحدة لحفظ السلام على الجزيرة (يو إن إف آي سي واي بّي) بهذا القرار.
أُغلقت مدينة ملاهي طوكيو ديزني لاند وطوكيو ديزني سي من 29 فبراير إلى 15 مارس للحد من انتشار الفيروس، وتبعتها المدينتان الترفيهيتان ليجولاند جابان ويونيفيرسال ستوديوس جابان.
منعت ماليزيا دخول المسافرين الواصلين من كوريا الجنوبية بقرار مباشر التنفيذ، ووجب على الماليزيين والمقيمين الدائمين وحاملي تأشيرة سفر الزيارة الاجتماعية طويلة الأمد وتأشيرة الطالب العائدين من مدينة دايغو ومحافظة تشونغدو خلال الأسبوعين السابقين الخضوع للمسح الصحي، وجُهزت ممرات هجرة خاصة بالمسافرين من كوريا الجنوبية واليابان وإيطاليا وإيران.
ألغت فرقة فتيان بانقتان (بي تي أس) الكورية الجنوبية جولتها في أبريل 2020 التي تحمل اسم «ماب أوف ذا سول» والتي خُطط لإقامتها في الملعب الأولمبي في سيئول. صرحت شركة تسجيلات الفرقة بيغ هيت إنترتينمنت أنه «من المستحيل أن نتوقع الآن مقدار امتداد الفاشية» و «يجب أن نضع بحسباننا صحة وسلامة مئات أو آلاف الضيوف إضافةً إلى سلامة أعضاء الفرقة».
وفقًا لإذاعة بي بي سي، صرحت مصادر داخلية في جهاز الصحة الإيراني بوفاة 210 من المرضى المصابين بمرض كوفيد-19 في إيران.
ألغت شركة شوبيفاي الكندية مؤتمر شوبيفاي يونايت الذي خُطط لعقده من 6 إلى 8 ماي في تورنتو.
أُلغي معرض جنيف الدولي للسيارات الذي خُطط لبدئه في 5 مارس في سويسرا، وهذا بعد منعها التجمعات العامة التي تزيد عن 1,000 شخص بهدف احتواء الفيروس.
في روسيا، رُحل 88 أجنبيًا من موسكو بسبب خرقهم للحجر الصحي.
أُجل مؤتمر مطوري الألعاب الذي كان سيُعقد في مارس إلى موعد غير محدد في الصيف.
أعلنت محافظة هوكايدو اليابانية حالة الطوارئ حتى 19 مارس بسبب استمرار زيادة الحالات المصابة، وطُلب من الناس البقاء في منازلهم.
رفعت منظمة الصحة العالمية إنذار فيروس كورونا إلى أعلى مستوًى بعد ظهور حالات مؤكدة في المزيد من الدول ووصول الفاشية إلى أفريقيا جنوب الصحراء الكبرى.
أُغلق مصنع هيونداي موتور في أولسان في كوريا الجنوبية بعد تأكيد إصابة أحد العمال هناك.
في الولايات المتحدة، أُغلقت مدرسة في واشنطن وأخرى في أوريغون مؤقتًا بعد ظهور أعراض شبيهة بالإنفلونزا عند عضو من طاقم كلا المدرستين، وكان اختبار فيروس كورونا إيجابيًا لديهما.
في اليابان، طلبت السلطات من مواقع المزادات العلنية على الإنترنت إيقاف عرض كمامات الوجه بهدف تجنب نقصها الناجم عن شراء الناس لهذه الكمامات بالجملة لبيعها في المزادات العلنية على الإنترنت.

## 29 فبراير
أعلنت السلطات الفيتنامية عن إلغاء بوليصة السفر دون تأشيرة للمواطنين الكوريين بدءًا من 29 فبراير، وفُرض الحجر الصحي على المسافرين من كوريا الواصلين إلى فيتنام.
أطلقت ناسا صورًا جديدةً للصين من القمر الصناعي، أظهرت هذه الصور تناقص تلوث الهواء بمقادير كبيرة بسبب انخفاض حركة السفر وإغلاق المنشآت الصناعية.
منعت الولايات المتحدة السفر من إيران، وزادت تحذيرات السفر إلى إيطاليا وكوريا الجنوبية. أكدت ولاية واشنطن وفاة رجل في مركز العناية الصحية خارج سياتل، وهذه أول وفاة أمريكية تُعزى رسميًا لفيروس كورونا المستحدث، وكانت الولايات المتحدة حينها قد أجرت 472 اختبارًا.
منعت إيران تصدير الصابون والمبيضات والمطهرات في محاولة لتلافي النقص، واعتبر غسيل اليدين مسؤولًا عن ارتفاع استهلاك المياه في طهران، وبسبب هذا الاستخدام الزائد خفضت بعض المناطق ضغط ضخ المياه ما أدى لانقطاعها عن بعض البلدات والقرى مؤقتًا، وحثت محافظة طهران وشركة واسترووتر المواطنين على حفظ المياه وعدم هدرها.
أغلقت أذربيجان حدودها مع إيران.
أُجل مؤتمر القمة الآسيوي الأمريكي المقرر عقده في لاس فيغاس في 14 آذار بين رئيس الولايات المتحدة وعشرة ممثلين قياديين عن بلدان جنوب شرق آسيا.
توفي محمد علي رمضاني، وهو عضو في البرلمان الإيراني، بسبب فيروس كورونا.
وفقًا للمديرة العامة للصحة في البرتغال غريسا فريتاس، ستسجل البرتغال مليون إصابة في أسوأ الأحوال (في تعداد سكاني يُقدر بعشرة ملايين نسمة) خلال عدة أشهر من انتشار الفاشية، مع 12 إلى 14 أسبوعًا من العدوى الشديدة، وحدوث حالات شديدة عند 20% من السكان المصابين. وفق هذا السيناريو ستبلغ نسبة الوفاة 2.3% إلى 2.4%، ووفق السيناريو الأكثر احتمالًا سيكون هناك 21,000 إصابة في الأسبوع الذي يمثل ذروة انتشار الفاشية.
منعت فرنسا التجمعات التي تزيد عن 5,000 شخص مؤقتًا لاحتواء الفيروس، وجاء هذا القرار بعد تسجيل حالات جديدة. أُلغي سباق نصف ماراثون باريس وخُتم عرض المزرعة السنوي في 29 فبراير.
قررت أستراليا منع المسافرين من إيران من دخول أراضيها بدءًا من 1 مارس، ويجب على القادمين من إيران بعد هذا التاريخ البقاء 14 يومًا في بلد آخر.
علقت الإمارات العربية المتحدة كل النشاطات المدرسية اللا صفية وأمرت بإغلاق الحضانات حتى إشعار آخر للوقاية من انتشار الفيروس.
أُلغيت العديد من مهرجانات زهرة الكرز في اليابان بسب المخاوف من الانتشار غير المضبوط لفيروس كورونا.
في هونغ كونغ، بدأت عدة مصانع صغيرة للأقنعة الجراحية بالإنتاج بكميات كبيرة.